# Michel De Herde
Michel De Herde (Schaarbeek, 18 september 1964) is een voormalig Belgisch politicus voor DéFI.

## Levensloop
Michel De Herde studeerde in 1987 af als licentiaat in de economie aan de Université catholique de Louvain. Beroepshalve werd hij onderwijzer in verschillende middelbare scholen en vervolgens onderzoeker bij het Studiecentrum Jacques Georgin van het FDF. Hij was tevens parlementair medewerker en gasthoogleraar in drie hogescholen.
Hij werd in oktober 1988 namens het FDF (later DéFI) verkozen als gemeenteraadslid in Schaarbeek, een functie die hij bekleedde tot in december 2024. Van 1995 tot 2024 was De Herde tevens schepen van de gemeente: in de legislatuur 1995-2000 was hij bevoegd voor Jeugd, Informatie, Samenleven en Integratie, in de bestuursperiode 2001-2006 behoorden Jeugd, Sport, Kinderdagverblijven en Gezondheid tot zijn taken, van 2006 tot 2012 was hij belast met Kind, Kinderdagverblijven, Groene Ruimtes, Openbare Netheid, Begroting en Voogdij over het OCMW, in zijn vierde bestuursperiode als schepen was hij van 2012 tot 2018 bevoegd voor Onderwijs, Kinderdagverblijven, Buitenschoolse Opvang en Begroting en in de periode 2018-2022 kwam de bevoegdheid Gezondheid bovenop dit takenpakket. Ten slotte was hij van 2022 tot 2024 schepen zonder bevoegdheden.
Nadat De Herde in november 2022 in beschuldiging werd gesteld voor zedenfeiten (zie onder), besloot het schepencollege van Schaarbeek op vraag van meerderheidspartij Ecolo besloot om hem zijn schepenbevoegdheden te ontnemen en te herverdelen onder andere schepenen. Nog voor het gemeentebestuur hiermee officieel had ingestemd, stuurde De Herde echter een brief naar het gemeentebestuur met de vraag om hem tot februari 2023 met ziekteverlof te sturen, naar eigen zeggen omdat hij zijn bevoegdheden tijdelijk niet meer kon uitoefenen. Het gemeentebestuur besliste hiermee in te stemmen en zijn bevoegdheden tijdelijk te verdelen onder de andere schepenen. Hij bleef wel aan als schepen zonder bevoegdheden, waardoor hij geen stemrecht meer had in het college van burgemeester en schepenen.
In het kader van het gerechtelijk onderzoek tegen hem diende De Herde ook voor de zogenaamde raad van wijzen binnen zijn partij te verschijnen. Deze besliste in november 2022 om het stemrecht van De Herde binnen de partijorganen voorlopig op te schorten in afwachting van een nieuwe zitting van de raad van wijzen in januari 2023, die zou oordelen of een verdere stappen tegen De Herde zouden worden ondernomen. Na bijkomende inverdenkingstellingen tegen hem werd zijn lidmaatschap van DéFI voor onbepaalde tijd geschorst in afwachting van een gerechtelijke beslissing. Op aandringen van zijn partij besloot De Herde vanaf dan niet langer deel te nemen aan schepencolleges en gemeenteraden in Schaarbeek, zolang er geen duidelijkheid was over de gerechtelijke onderzoeken die tegen hem worden gevoerd. Hij nam evenwel geen ontslag als schepen en bleef aan als schepen zonder bevoegdheden. Bij de gemeenteraadsverkiezingen van oktober 2024 stelde De Herde zich niet meer kandidaat en twee maanden later liep zijn schepenmandaat definitief af.
Van 13 januari 1995 tot 11 april 1995 verving hij eveneens Olivier Maingain in het Brussels Hoofdstedelijk Parlement.

## Zedenzaak
In mei 2022 diende de Schaarbeekse schepen Sihame Haddioui (Ecolo) een klacht in wegens seksueel grensoverschrijdend gedrag en aanranding van de eerbaarheid door De Herde. In juni dat jaar volgden nog vier anonieme getuigenissen van vrouwen die bij de gemeente werken over grensoverschrijdend gedrag door de schepen. In september 2022 diende een voormalige studente van De Herde een klacht in voor het aanzetten van een minderjarige tot ontucht en aanranding. In oktober dat jaar werden rond het gemeentehuis van Schaarbeek affiches opgehangen die opriepen tot het ontslag van De Herde, die vervolgens een klacht indiende voor belaging tegen onbekenden.
In november 2022 beval de onderzoeksrechter in de zedenzaak rond de studente een huiszoeking in de woning en het bureau van De Herde. Hierbij werden documenten in beslag genomen en de schepen werd meegenomen voor verhoor. Vervolgens werd hij door het Brusselse parket in staat van beschuldiging gesteld voor aantasting van de seksuele integriteit door een persoon in een gezagspositie, maar onder voorwaarden vrijgelaten.
In februari 2023 werd hij eveneens in verdenking gesteld voor de verkrachting van minderjarigen en het bezit van kinderporno, waarna hij voorwaardelijk in vrijheid werd gesteld. In augustus 2024 rondde het Brusselse parket het onderzoek tegen De Herde af en verzocht het de raadkamer om hem door te verwijzen naar de correctionele rechtbank voor de verkrachting van een minderjarige jonger dan zestien jaar, de verkrachting van een minderjarige ouder dan 16 jaar, aanranding van de seksuele integriteit, belaging, seksistisch gedrag en het bezit van kinderporno. Door de vraag om bijkomend onderzoek door de verdediging van De Herde werd de zaak in oktober dat jaar echter voor onbepaalde tijd uitgesteld.